# منحنى الدخل-الاستهلاك
منحنى الدخل-الاستهلاك (بالإنجليزية: Income–consumption curve)‏ هو رسم بياني يمثل كميات سلعتين على محورين، يتشكل المنحنى من النقاط التي توضح حزم الاستهلاك المختارة في كل مستوى من مستويات الدخل المختلفة.
يمكن تعريف تأثير الدخل في الاقتصاد على أنه التغير في الاستهلاك الناتج عن التغير في الدخل الحقيقي. يمكن أن يأتي هذا التغيير في الدخل من مصدرين: مصدر خارجي، أو من توفير الدخل من خلال انخفاض سعر سلعة ننفق المال عليها. يُوضح تأثير النوع السابق من التغيير في الدخل المتاح من خلال منحنى استهلاك الدخل. على سبيل المثال: إذا أنفق المستهلك نصف دخله على الخبز وحده، فإن انخفاض سعر الخبز بنسبة 50% سيزيد من الأموال المتاحة له دون نقصان الكمية التي كان يشتريها من الخبز.
تلعب تفضيلات المستهلك ودخله النقدي والأسعار دورًا مهمًا في تحسين طرق صرف المستهلك (اختيار كمية السلع المختلفة التي يجب استهلاكها لزيادة الفائدة منها إلى الحد الأقصى وفقًا لقيود الميزانية). تدرس إحصاءات سلوك المستهلك آثار تغيرات المتغيرات الخارجية أو المستقلة (خاصة الأسعار والدخل النقدي للمستهلكين) على القيم المختارة للمتغيرات الداخلية غير المستقلة (طلبات المستهلك على السلع). تتغير الحزمة المثلى التي يختارها المستهلك مع تغير المجموعات الممكنة المتاحة له عند ارتفاع دخل المستهلك مع ثبات الأسعار. يمثل منحنى الدخل -الاستهلاك مجموعة نقاط التماس لمنحنيات السواء مع مختلف خطوط قيود الميزانية في حال ثبات الأسعار وحال زيادة الدخل الذي ينقل قيود الميزانية إلى الخارج.

## نظرية المستهلك

الشكل 1

يلاحظ تأثير الدخل من خلال التغيرات في القوة الشرائية. يوضح الشكل 1 أنماط استهلاك المستهلك لسلعتين X1 وX2، وأسعارها p1 وp2 على التوالي. إنَّ الحزمة الأولية X* هي الحزمة التي يختارها المستهلك مع الميزانية B1. تؤدي الزيادة في الدخل النقدي للمستهلك مع ثبات p1 وp2 إلى تحويل خط الميزانية إلى الخارج بالتوازي مع نفسه.

ويعني ذلك أنَّ التغيير في الدخل النقدي للمستهلك سيحول خط الميزانية B1 إلى الخارج بالتوازي مع نفسه إلى B2 ليقع الاختيار على الحزمة X'. وستؤدي الزيادة في الدخل النقدي للمستهلك إلى دفع خط الميزانية B2 إلى الخارج بشكل موازٍ لنفسه ليشكل B3 حيث ستكون الحزمة X" هي الحزمة المختارة. وبالتالي يمكن القول إنّه ومع اختلاف دخل المستهلكين وثبات الأسعار يمكن تتبع منحنى الدخل -الاستهلاك كمجموعة من النقاط المثلى.

## منحنى الدخل -الاستهلاك لأنواع مختلفة من السلع

الشكل 2

يلاحظ تأثير الدخل من خلال التغيرات في القوة الشرائية. يوضح الشكل 1 أنماط استهلاك المستهلك لسلعتين X1 وX2، وأسعارها p1 وp2 على التوالي. إنَّ الحزمة الأولية X* هي الحزمة التي يختارها المستهلك مع الميزانية B1. تؤدي الزيادة في الدخل النقدي للمستهلك مع ثبات p1 وp2 إلى تحويل خط الميزانية إلى الخارج بالتوازي مع نفسه.
ويعني ذلك أنَّ التغيير في الدخل النقدي للمستهلك سيحول خط الميزانية B1 إلى الخارج بالتوازي مع نفسه إلى B2 ليقع الاختيار على الحزمة X'. وستؤدي الزيادة في الدخل النقدي للمستهلك إلى دفع خط الميزانية B2 إلى الخارج بشكل موازٍ لنفسه ليشكل B3 حيث ستكون الحزمة X" هي الحزمة المختارة. وبالتالي يمكن القول إنّه ومع اختلاف دخل المستهلكين وثبات الأسعار يمكن تتبع منحنى الدخل -الاستهلاك كمجموعة من النقاط المثلى.يعتبر كل من X1 وX2 (الشكل 1) سلعتين عاديتين إذ يزداد الطلب على السلعة مع ارتفاع الدخل النقدي. ومع ذلك إذا امتلك المستهلك تفضيلات مختلفة يمكنه اختيار X0 أو X+ في بند الميزانية B2. عندما يرتفع دخل المستهلك ويختار X0 بدلًا من X' (أي إذا كان منحنى السواء للمستهلك هو I4 وليس I2) سينخفض الطلب على X1. تسمى X1 في هذه الحالة سلعة دنيا (أي ينخفض الطلب على السلعة X1 مع ارتفاع دخل المستهلك). وبالتالي قد يؤدي ارتفاع دخل المستهلك إلى زيادة طلبه على السلعة العليا أو الدنيا أو عدم تغيير طلبه على الإطلاق. من المهم ملاحظة أنَّ معرفة تفضيلات المستهلك أمر ضروري للتنبؤ بما إذا كانت سلعة معينة هي سلعة دنيا أو سلعة عادية.

### السلع العادية
يمثل B1 وB2 وB3 في الشكل 2 بنود الميزانية المختلفة وتمثل I1 وI2 وI3 منحنيات السواء للمستهلك. وكما ذُكر سابقًا يتحرك خط الميزانية إلى الخارج بشكل موازٍ لنفسه مع ارتفاع دخل المستهلك. يحدث التغير في هذه الحالة من الحزمة الأولية X*، إذ يتغير خط الميزانية مع زيادة في دخل المستهلك من B1 إلى B2 ويختار المستهلك حزمة X'. يتحرك خط الميزانية مع زيادة أخرى في دخل المستهلك من B2 إلى B3 ويختار المستهلك حزمة X«. وبالتالي سيزيد المستهلك فائدته عند النقاط X* وX' وX» يمكن الحصول على منحنى استهلاك الدخل من خلال هذه النقاط.